# خزيم (المهرة)

تعديل مصدري - تعديل

خزيم هي إحدى قرى عزلة قشن بمديرية قشن التابعة لمحافظة المهرة، بلغ تعداد سكانها 195 نسمة حسب تعداد اليمن لعام 2004.